# Bảo Anh (ca sĩ)
Nguyễn Hoài Bảo Anh (sinh ngày 3 tháng 9 năm 1992), thường được biết đến với nghệ danh Bảo Anh, là một nữ ca sĩ kiêm diễn viên người Việt Nam. Cô bắt đầu được biết đến khi tham gia chương trình Giọng hát Việt vào năm 2012.

## Tiểu sử
Gia đình của Bảo Anh ngày trước cũng gặp nhiều khó khăn. Từ An Lộc, Bình Long, Bình Phước, cả nhà cùng xuống Sài Gòn lập nghiệp với 2 bàn tay trắng cùng nghề nấu cháo gà gia truyền. Quán ăn của gia đình cô hiện ở quận 5.
Năm 2009, Bảo Anh đoạt giải đồng hạng với Văn Mai Hương tại ‘Tiếng ca học đường’ với ca khúc ‘Ăn khế trả vàng’. Có người từng nhận xét về giọng hát khi đó của Bảo Anh như sau: "Nguyễn Hoài Bảo Anh hát rất có cá tính, tố chất nhí nhảnh ấn tượng, giọng "teen" đặc trưng, khí chất vui nhộn, thanh cao, phong cách biểu diễn khá chuyên nghiệp, trang phục hợp bài hát và ấn tượng, dĩ nhiên là đẹp sắc sảo rồi tuy nhiên giọng hát chưa được tình cảm trầm ấm, chưa có nét trữ tình trong giai điệu. Cần luyện các ca khúc trầm ấm, tình cảm, nhịp điệu bài hát chậm nhưng sâu lắng!".
Năm 2010, Bảo Anh tiếp tục đoạt giải triển vọng cuộc thi H2T Icon 2010 do Báo Hoa học trò tổ chức. Năm 2012, Bảo Anh chinh phục được trái tim của 2 ca sĩ Thu Minh cùng nam ca sĩ nhạc rock Trần Lập trong cuộc thi Giọng hát Việt bằng chất giọng trong sáng và ngọt ngào. Thậm chí, nữ ca sĩ Hồ Ngọc Hà còn ví Bảo Anh như một Taylor Swift của Việt Nam.
Ngoài được biết đến với vai trò là ca sĩ, Bảo Anh còn được biết đến với vai trò diễn viên khi tham gia các phim như Nhà có 5 nàng tiên, Vừa đi vừa khóc...

## Sự nghiệp

### 2012-2013
Bảo Anh tham gia Giọng hát Việt với ca khúc "Safe and Sound" và gây ấn tượng với các huấn luyện viên trong vòng Giấu mặt, cô chọn về đội nhạc sĩ Trần Lập và dừng bước ở Liveshow 5 của chương trình.
Năm 2013, Bảo Anh tham gia Bước nhảy hoàn vũ và bị loại ở Liveshow 7.

### 2014-2015
Ngày 23 tháng 1 năm 2014, Bảo Anh ra mắt MV "Anh muốn em sống sao". Ca khúc do nhạc sĩ Chi Dân sáng tác. Lời bài hát Anh muốn em sống sao là cảm xúc của một cô gái khi gặp phải những đau khổ trong tình yêu, hạnh phúc đâu dễ kiếm tìm, em vẫn đứng đây để chờ anh đi tìm.
Ngày 11 tháng 7 năm 2014, Bảo Anh hợp tác cùng nam ca sĩ Hoàng Tôn chính thức ra mắt MV "Mình yêu nhau bao lâu". Ca khúc mang giai điệu ballad buồn sâu lắng.
Ngày 29 tháng 9 năm 2014, nữ ca sĩ tiếp tục ra mắt một ca khúc ballad mang tên "Hay là mình chia tay".
Năm 2015, Bảo Anh tham gia chương trình The Remix - Hòa âm Ánh sáng cùng DJ Melo và nhà sản xuất Addy Trần và dừng chân ở Liveshow 7.
Cùng trong năm 2015, Bảo Anh ra mắt ca khúc Lần Đầu mà cô hợp tác với nam rapper đình đám Hà Nội - Mr.A với dòng nhạc dance/EDM từ giai điệu đến vũ đạo rất sôi động, bắt tai, và vì rất yêu thích bài hát Be My Lover nên cô và ekip đã chi tiền để mua một đoạn nhạc của ca khúc lồng vào trong bản Lần Đầu của mình. Đây là sự thử nghiệm mới mẻ của nữ ca sĩ, và rất may cô được công chúng đón nhận một cách tích cực.
Ngày 15 tháng 9 năm 2015, cô biểu diễn trong đêm bán kết cuộc thi Hoa hậu Hoàn vũ Việt Nam tại Trung tâm Hội nghị Hoàn Vũ, Nha Trang, Khánh Hòa. Đây là lần đầu tiên cô biểu diễn trong một cuộc thi sắc đẹp.

### 2016
Năm 2016, được xem là năm đại thắng của Bảo Anh khi cô tung ra 2 MV và cả hai ngay lập tức thu hút rất đông người xem và nhanh chóng trở thành bài hit. Bản nhạc phim Trái Tim Em Cũng Biết Đau sở hữu số lượt xem khủng trên Youtube, đồng thời được chia sẻ chóng mặt trên mạng xã hội. Tiếp đó ca khúc Yêu Một Người Vô Tâm được tung ra đạt kết quả không kém cạnh với lượt nghe/xem cực khủng trên các trang nghe nhạc Zing MP3, YouTube. Bảo Anh hóa thân thành cô gái cổ điển của thập niên 90, thể hiện giọng ca đầy cảm xúc, chất chứa nhiều nỗi niềm cho một mối tình bế tắc. Cũng sau sản phẩm này, Bảo Anh được khán giả gọi là "nữ hoàng nước mắt".

### 2017
Tối ngày 7 tháng 4 năm 2017, Bảo Anh đã tổ chức buổi họp báo giới thiệu MV mới "In the night" tại Thành phố Hồ Chí Minh. Tối cùng ngày, MV "In The Night" cũng chính thức được phát hành rộng rãi. Vốn gắn liền với hình ảnh nữ tính ở những bản ballad quen thuộc, đây là lần đầu tiên Bảo Anh có cuộc lột xác ngoạn mục trong cả hình ảnh và âm nhạc. Thử sức ở dòng nhạc EDM, cô đã khiến người hâm mộ thực sự "bấn loạn" với những cảnh quay nóng bỏng khoe đường cong cùng những khoảnh khắc tình tứ bên bờ biển cùng bạn diễn Hữu Vi.
Ngày 8 tháng 11 năm 2017, Bảo Anh ra mắt ca khúc "Sống Xa Anh Chẳng Dễ Dàng". Đây là lần hợp tác thứ ba của cô với "Thánh nhạc buồn" Mr. Siro, Bảo Anh khiến mọi người điên đảo, đắm chìm trong giai điệu da diết, sâu lắng, bi thương của một câu chuyện tình sinh ly cách biệt. Sống Xa Anh Chẳng Dễ Dàng đã nhanh chóng hút hơn 11 triệu lượt nghe chỉ sau hơn 1 tuần phát hành. Đây là một ca khúc mà Bảo Anh đặt rất nhiều kỳ vọng của mình vào trong đó và không phụ sự mong đợi của chủ nhân, bản hit tiếp tục gây bão lớn và chạm được đến trái tim của đông đảo người nghe nhạc.

### 2018

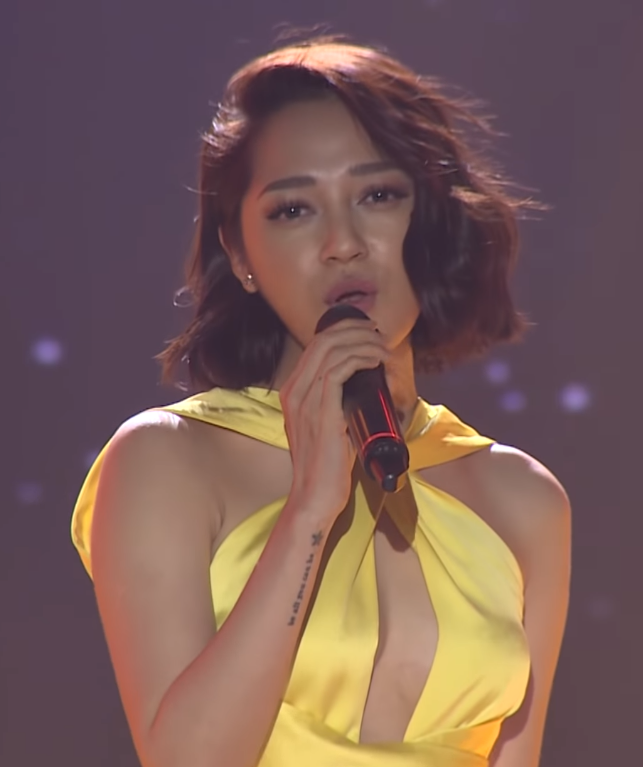
Bảo Anh tại Gương Mặt Thân Quen 2018

Ngày 23 tháng 4 năm 2018, Bảo Anh ra mắt ca khúc "Ai khóc nỗi đau này" dưới dạng MV Oneshot. Đến ngày 4 tháng 5 năm 2018, MV chính thức của ca khúc "Ai khóc nỗi đau này" được ra mắt. Bài hát được sáng tác bởi nhạc sĩ Đức Trí viết trên nền nhạc một bản ballad buồn, mang đậm chất tự sự viết nên tâm trạng của một cô gái trẻ sau khi chịu sự đau khổ, đắng cay trong câu chuyện tình yêu của mình.
Ngày 10 tháng 10 năm 2018, Bảo Anh chính thức ra mắt "Như lời đồn" do nhạc sĩ Khắc Hưng sáng tác. Bài hát thuộc thể loại nhạc Latinh sôi động, bắt tai nhưng tiêu đề bị chỉ trích là nhạy cảm, dễ khiến người nghe liên tưởng tới những từ ngữ tế nhị thường xuyên xuất hiện trên mạng xã hội.

### 2019
Sau gần 1 năm kể từ thành công của sản phẩm âm nhạc "Như lời đồn", nữ ca sĩ Bảo Anh chính thức trở lại đường đua V-pop với Music Video mới mang tựa đề "Ai cần ai".
Ca khúc chủ đề của dự án là sáng tác của nhạc sĩ Hứa Kim Tuyền - tác giả của nhiều hit như: Cầu hôn, Không ai hơn em đâu anh... Với "Ai cần ai", Hứa Kim Tuyền và Bảo Anh sẽ mang sự hiện đại, trẻ trung vào trong phần âm nhạc.
Ngoài bản audio được thực hiện kĩ lưỡng, Bảo Anh còn bắt tay với giám đốc sáng tạo Denis Đặng và đạo diễn Đinh Hà Uyên Thư thực hiện Music Video mang nội dung đặc sắc.
Tối ngày 19 tháng 9 năm 2019, Bảo Anh chính thức phát hành sản phẩm "Ai Cần Ai", đánh dấu một bước chuyển mình mạnh mẽ trong sự nghiệp âm nhạc.

### 2020
Sau khi phát hành "Ai cần ai" thì Bảo Anh đã trở lại với đường đua V-pop với Music Video mới với tên "Lười yêu".
Bài hát là sáng tác của Trang Pháp và Lục Huy. Với "Lười yêu" Bảo Anh mang đến một màu sắc tươi mới có chút mạnh mẽ, có chút sôi động để bài hát được mới mẻ, trẻ trung trong phần âm nhạc
Nếu #ACA ẩn đi các ý nghĩa thì Lười yêu lại thể hiện được ra rõ tất cả các ý nghĩa, thông điệp tuyệt vời, sâu sắc mà Bảo Anh mang đến qua bài hát này.
19h ngày 7/1, Bảo Anh tung ra Music Video đánh dấu bước ngoặt trong sự nghiệp âm nhạc của mình.

### 2023
Bảo Anh tham gia chương trình Chị đẹp đạp gió rẽ sóng nhưng vì lý do không đảm bảo tiêu chí nên cô rút lui khỏi chương trình này

### 2024
Nữ ca sĩ tham gia Anh Trai Say Hi với tư cách là khách mời ở tập 6, tập 7.

### 2025
Bảo Anh tham gia chương trình Em xinh "say hi".

## Danh sách đĩa nhạc

### Album phòng thu
- Ballad Vol. 1 (2014)[5]

### Album trình diễn trực tiếp
- Comeback Stage: The Live Album (From “Gala Nhạc Việt LIVE”) (2023)

### Đĩa mở rộng
- MoodShow (2021)
- MoodShow 1.2 (2021)
- MoodShow The 2nd Show (2021)
- MoodShow 3 (2022)
- không biết nên vui hay buồn (2023)

### Đĩa đơn
- Safe and Sound
- Và em đã biết mình yêu
- Một ngày em sẽ (hợp tác với Yanbi và Mr.T)
- Câu chuyện ngày mưa
- Con yêu mẹ
- Lần đầu (hợp tác với Mr.A)
- Leave me alone (song ca với Đông Nhi) [6]
- Trái tim em cũng biết đau [7]
- Yêu một người vô tâm
- Anh muốn em sống sao
- Mình yêu nhau bao lâu (hợp tác với Hoàng Tôn) [từ Ballad Vol. 1]
- Nhớ nhung (từ Ballad Vol. 1)
- Làm sao trốn tránh
- Bây giờ em hiểu (từ Ballad Vol. 1)
- Hay là mình chia tay (từ Ballad Vol. 1)
- Đón mùa xuân về
- In the night
- Thanh xuân của chúng ta (song ca với Bùi Anh Tuấn) [8]
- Sống xa anh chẳng dễ dàng
- Ai khóc nỗi đau này
- Như lời đồn
- Ai cần ai
- Lười yêu (solo hoặc phiên bản dance hợp tác với Brittanya Karma)
- Giả vờ thôi (Phát hành lại)
- Xuân mang tết đến
- Ai khóc nỗi đau này
- Mắt nai cha cha cha (từ MoodShow The 2nd Show)
- Kathy Kathy (từ MoodShow The 2nd Show)
- Nếu phải xa nhau (từ MoodShow The 2nd Show)
- Miền cát trắng (từ MoodShow The 2nd Show)
- Trưa vắng (từ (từ MoodShow The 2nd Show)
- Một thời đã xa (từ MoodShow The 2nd Show)
- Yêu không cần ép
- Mộng chiều xuân
- Hôm nay tôi buồn (Nhạc phim “Bẫy ngọt ngào”)
- Từng là của nhau (hợp tác với Táo)
- Cô ấy của anh ấy (từ không biết nên vui hay buồn)
- 20 25 30 (từ không biết nên vui hay buồn)

## Tranh cãi
MV "Như lời đồn" gây ra rất nhiều tranh cãi ngay khi ra mắt. Cụ thể, tiêu đề ca khúc bị đọc lái đi thành từ ngữ nhạy cảm, Bảo Anh đã để lại bình luận nhắc nhở khán giả dưới MV: "Đề nghị các bạn trẻ ngưng đọc lái tên bài hát dưới mọi hình thức". Ngoài ra trong MV có nhiều cảnh quay phản cảm, không phù hợp.

## Chương trình Truyền hình đã tham gia
| Năm                                | Chương trình/ Cuộc thi                                  | Vai trò               | Cùng                                                  | Phát sóng trên |
| ---------------------------------- | ------------------------------------------------------- | --------------------- | ----------------------------------------------------- | -------------- |
| 2012                               | Giọng hát Việt (mùa 1)                                  | Thí sinh              |                                                       | VTV3           |
| 2013                               | Bước nhảy hoàn vũ Mùa 4                                 | Thí sinh              | Atanas Malamov                                        | VTV3           |
| 2014                               | 2 !dol                                                  | Khách mời             |                                                       | Yeah1TV        |
| 2014                               | Alo Alo                                                 | Khách mời             |                                                       | Yeah1TV        |
| 2014                               | Lần đầu tôi kể                                          | Khách mời             |                                                       | HTV2           |
| 2014                               | Ai dám hát                                              | Người chơi            | Quang Đăng                                            | HTV7           |
| 2014                               | Ai thông minh hơn học sinh lớp 5                        | Người chơi            |                                                       | VTV6           |
| 2015                               | The Remix - Hòa âm Ánh sáng (mùa 1)                     | Thí sinh              | Addy Trần, DJ Melo                                    | VTV3           |
| 2015                               | Tạp chí Showbiz (Số 13)                                 | Khách mời             |                                                       | Yeah1 Family   |
| 2015                               | Danh hài Đất Việt (Tập 2)                               | Diễn viên             |                                                       | THVL1          |
| 2015                               | Hoa hậu Hoàn vũ Việt Nam (Bán kết)                      | Ca sĩ khách mời       |                                                       |                |
| 2016                               |                                                         |                       |                                                       |                |
| Radio 88.8 (Tập 5)                 | Khách mời                                               |                       | YanTV                                                 |                |
| Giọng ải giọng ai (Mùa 1 - Tập 10) | Khách mời                                               | Trấn Thành, Thu Trang | HTV7                                                  |                |
| Bữa trưa vui vẻ (26/8)             | Khách mời                                               |                       | VTV6                                                  |                |
| 2017                               | Ca sĩ giấu mặt (mùa 3) (Tập 5, Bán kết 1 - Tập 16)      | Ca sĩ chính           |                                                       | THVL1          |
| 2017                               | Người bí ẩn (Mùa 4 - Tập 11)                            | Người chơi            | Hồ Quang Hiếu                                         | HTV7           |
| 2017                               | Hát mãi ước mơ (Mùa 1 - Tập 8)                          | Khách mời             |                                                       | HTV7           |
| 2017                               | Remix New Generation - Hòa âm Ánh sáng (mùa 3) (Tập 12) | Ca sĩ khách mời       |                                                       | VTV3           |
| 2018                               | Chuyện tối nay với Thành (Tập 23)                       | Khách mời             |                                                       | BRT            |
| 2018                               | Giọng hát Việt nhí (mùa 6)                              | Huấn luyện viên       | Khắc Hưng                                             | VTV3           |
| 2019                               | Sóng xuân 19                                            | Khách mời             |                                                       | HTV2           |
| 2019                               | Studio H9 - Hẹn cuối tuần (Mùa 2 - Tập 21)              | Khách mời             |                                                       | HTV7           |
| 2019                               | Người ấy là ai (Mùa 2 - Tập 15, Tập 16)                 | Khách mời             |                                                       | HTV2           |
| 2020                               | Người ấy là ai (Mùa 3 - Tập 4)                          | Khách mời             |                                                       | HTV2           |
| 2020                               | Giọng ải giọng ai (Mùa 5 - Tập 12)                      | Khách mời             | Trấn Thành, Diệp Lâm Anh                              | HTV7           |
| 2022                               | Street Dance Việt Nam - Đây Chính Là Nhảy Đường Phố     | Đội trưởng            | Chi Pu, Trọng Hiếu, Kay Trần                          | HTV7           |
| 2023                               | La cà hát ca (Mùa 1 - Tập 1, Tập 2)                     | Khách mời             | Ngô Kiến Huy, Jun Phạm, Trung Quân, Blacka, Myra Trần | HTV7           |
| 2023                               | Chị đẹp đạp gió rẽ sóng                                 | Người chơi (Rút lui)  |                                                       | VTV3           |
| 2024                               | Anh trai "say hi"                                       | Khách mời             |                                                       | HTV2           |
| 2024                               | 2 ngày 1 đêm (Mùa Lễ hội - Tập 71, Tập 72)              | Khách mời             | Hà Nhi và dàn cast                                    | HTV7           |
| 2025                               | Em xinh "say hi"                                        | Người chơi            |                                                       | HTV2           |

## Phim ảnh
| Năm  | Tựa phim           | Vai diễn   | Ghi chú          | Tham khảo                            |
| ---- | ------------------ | ---------- | ---------------- | ------------------------------------ |
| 2013 | Nhà có 5 nàng tiên | Tiên Hương | Phim điện ảnh    | "Bảo Anh - Nhà có 5 nàng tiên".      |
| 2014 | Vừa đi vừa khóc    | Bảo Quyên  | Phim truyền hình | Lương Mạnh Hải cõng Bảo Anh dưới mưa |
| 2014 | Chàng trai năm ấy  | Chính mình | Vai khách mời    |                                      |
| 2022 | Bẫy ngọt ngào      | Camy       | Phim điện ảnh    |                                      |

## Giải thưởng

### Keeng Young Awards
| Năm  | Hạng mục                                        | Kết quả   |
| ---- | ----------------------------------------------- | --------- |
| 2018 | Ca sĩ của năm                                   | Đề cử     |
| 2018 | Bài hát của năm                                 | Đề cử     |
| 2018 | MV của năm                                      | Đề cử     |
| 2018 | Ca khúc nhạc Dance                              | Đề cử     |
| 2018 | Nữ ca sĩ được yêu thích nhất                    | Đề cử     |
| 2018 | Top 3 ca sĩ có bản nhạc chờ được yêu thích nhất | Đoạt giải |

- Giải Tư cuộc thi Tiếng ca học đường năm 2009
- Giải triển vọng cuộc thi H2T Icon năm 2010
- Giải thưởng Làn sóng xanh Gương mặt triển vọng-Nữ năm 2016
- Giải thưởng MV của năm - Pops Music Awards năm 2016